# Руденко-Шведова Ярослава Юріївна
Руденко-Шведова Ярослава Юріївна (* 8 червня 1968, Київ) — український художник-мультиплікатор, режисер, сценарист. Член Національної спілки кінематографістів України. Лауреат Премії імені Лесі Українки (2010).

## Життєпис
Батько — Юрій Руденко, доцент КАДІ. Мати — Вікторія Ємельянова, художниця.
Спеціальну освіту отримала в Республіканській художній школі імені Т. Г. Шевченка. При студії «Борисфен» закінчила курси художників-аніматорів.
Працювала на анімаційних студіях «Укранімафільм» (художник-постановник), «Борисфен — Лютес». Брала участь в російських проектах.
Режисер мультфільмів «Чарівний горіх» (2008), «Пригоди Котигорошка та його друзів» (2013).

## Фільмографія

### Режисер
- «Чарівний горіх» (2008)
- «Пригоди Котигорошка та його друзів» (2013)

### Сценарист
- «Чарівний горіх» (2008, у співавт. з Вадимом Шинкарьовим)
- «Пригоди Котигорошка та його друзів» (2013, у співавт. з Вадимом Шинкарьовим)

### Художник-постановник
- «Ласкаво просимо» (1993)
- «До другого пришестя» (1994)
- «Синя шапочка» (1998, у співавт. з Наталею Чернишовою)
- «Жив собі чорний кіт» (2006)

### Аніматор
- «Зоологічний провулок, 64»  (англ. 64 Zoo Lane) (1999-2000, 1-2 сезони, у співавт.)
- «Каприз» (рос. Каприз) (2005)
- «Гора самоцвітів»: «Лис і дрізд» (рос. Лис и дрозд) (2005, у співавт.)
- «Гора самоцвітів»: «Про Степана-Коваля» (рос. Про Степана-Кузнеца) (2008, у співавт.)
- «Дивосвіт» (2021, у співавт.)

### Художник
- «Ключ» (2004, у співавт.)
- «Будиночок для равлика» (2005, у співавт.)
- «Найменший» (2006, у співавт.)

### Асистент
- «Безтолковий вомбат» (1990, у співавт.)
- «Було скучно...» (1991, у співавт.)

### Асистент художника-постановника
- «Гора самоцвітів»: «Про Степана-Коваля» (рос. Про Степана-Кузнеца) (2008, у співавт. з Ольгою Антоненковою)